# Escaladă sportivă
Escalada sportivă sau cățărare sportivă este o forma de cățărare ce constă în depășirea de către om a obstacolelor naturale sau artificiale ale unui teren abrupt, beneficiind de puncte de asigurare in situ, care însă nu pot fi folosite pentru sprijin în ascensiune. Această activitate se poate efectua atât pe stâncă, cât și pe structuri artificiale.
În ceea ce privește competițiile, escalada sportivă este reglementată la nivel internațional de International Climbing and Mountaineering Federation (UIAA).

## Istoric
Escalada sportivă este strâns legată, din punct de vedere al originii, de alpinism. Acesta din urmă constă în realizarea de ascensiuni dificile pe munți. Mobilul unei asemenea activități l-a constituit inițial atingerea unor vârfuri montane pe ruta cea mai facilă, iar apoi parcurgerea unor trasee din ce în ce mai greu abordabile. Caracteristica esențială a traseelor alpine o reprezintă lungimea mare a acestora, implicând parcurgerea unei diferențe de nivel însemnate. Cu timpul, o nouă formă de provocare a emers din rândul practicanților de ascensiuni dificile, și anume depășirea obstacolelor unei rute scurte, limitate la o singură lungime de coardă. Astfel, escalada s-a rupt pentru prima dată de alpinism, concentrându-se asupra scopului parcurgerii celor mai dificele pasaje de stâncă, situate în intervalul unei singure lungimi de coardă. Această schismă a eliberat escalada de necesitatea proximității zonelor montane înalte, ascensiunile de acest tip putându-se practica și la nivelul falezelor stâncoase de numai câțiva metri înălțime. 
Într-o astfel de zonă, în Jura Franconă (Germania), la mijlocul anilor '70 ai secolului XX, s-au pus bazele escaladei sportive. Cățărătorul german Kurt Albert a fost exponentul unui nou val în ceea ce privește stilul ascensiunilor pe stâncă, faptul de a nu utiliza punctele fixe de asigurare ca mijloace de sprijin (prize) în escaladă definind o nouă mentalitate în rândul practicanților, mentalitatea „rotpunkt”. Termenul german rotpunkt provine de la punctul roșu pe care grupul de cățărători reprezentat de Kurt Albert a început să-l marcheze la baza tuturor traseelor din Jura Franconă pentru a căror parcurgere nu folosise punctele de asigurare nici pentru sprijin, nici pentru odihnă. Inițial, s-a început marcarea cu un X de culoare roșie a fiecărui punct fix de asigurare pe care reușea să-l evite în timpul escaladei, nefolosindu-l sub formă de priză pentru mâini sau picioare. Ulterior, atunci când reușea să escaladeze o rută fără a face uz decât de prize naturale, marca traseul respectiv la bază cu un punct roșu. 
Noul stil de cățărare presupunea așadar ascensiunea cap de coardă a unui traseu, utilizând în exclusivitate prize naturale (asperități ale stâncii). La origine, stilul de escaladă rotpunkt presupunea echiparea în timpul ascensiunii a traseului cu mijloace de asigurare (bucle expres/carabiniere), singurele materiale de protecție permise in situ fiind punctele fixe de asigurare (spituri/pitoane). Ascensiunile realizate cu toate mijloacele de asigurare preamplasate a primit denumirea de pinkpoint în țările anglofone, însă în prezent nu se mai face distincție între cele două forme de ascensiune. Stilul rotpunkt este definitoriu în ceea ce privește escalada sportivă, acesta reprezentând forma cea mai pură de contact între om și stâncă și modul cel mai elegant de ascensiune a unui traseu. Escalada sportivă s-a dezvoltat pe baza aceastui stil și în deplină concordanță cu el, devenind o activitate recreativă populară în numeroase țări occidentale și dezvoltând un sistem competițional a cărui recunoaștere din partea C.I.O. o va asocia în viitorul apropiat Jocurilor Olimpice de Vară.